# Fransfonteinberge
Die Fransfonteinberge, selten auch englisch Fransfontein Mountains, sind ein Gebirge im Nordwesten Namibias in der Region Kunene. Sie erreichen eine Höhe von bis zu 1445 m und liegen unweit der gleichnamigen Ansiedlung.